# Quinn Fabray

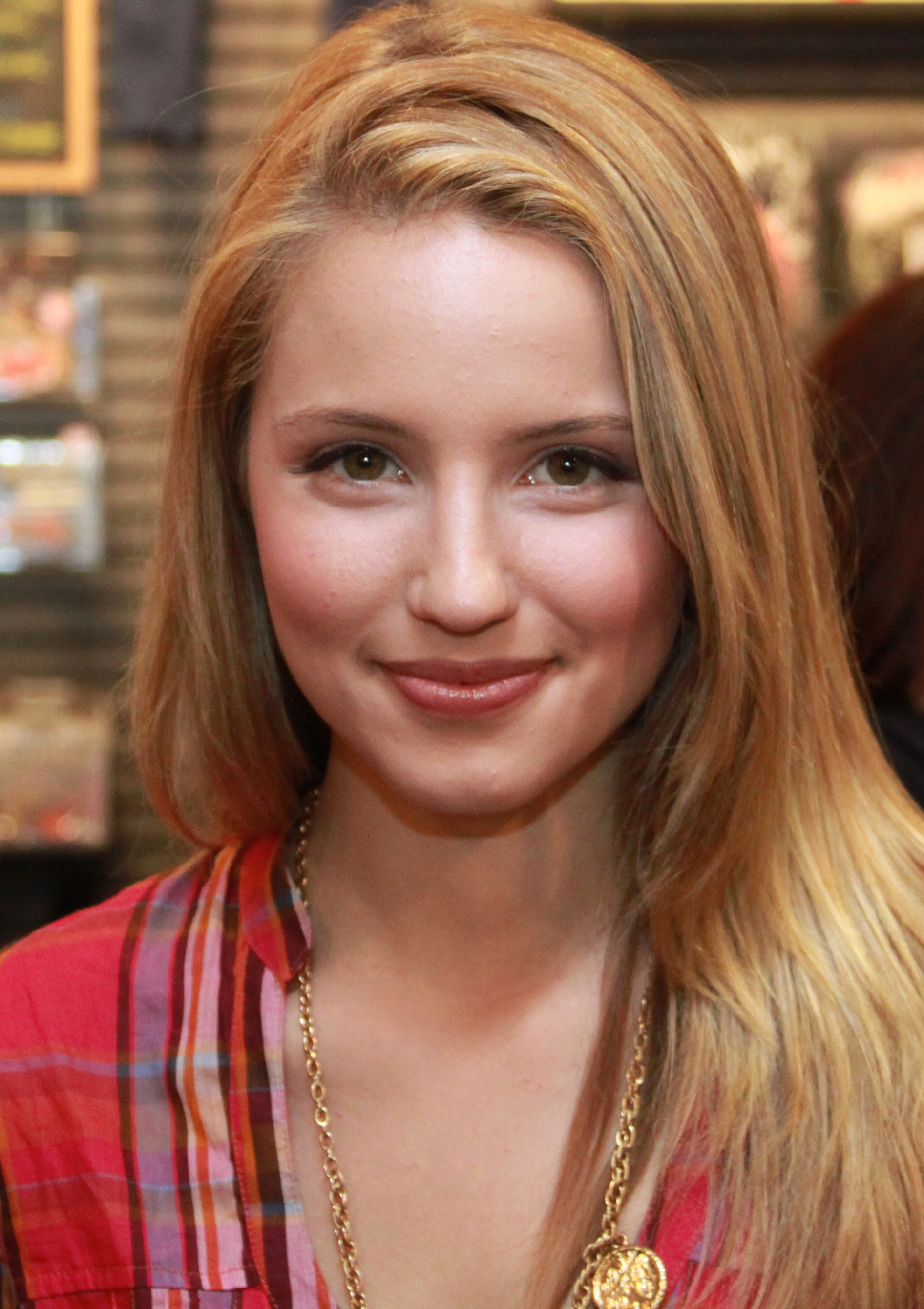
Dianna Agronová jako Quinn Fabray v seriálu Glee

Quinn Fabray je fiktivní postava z televizního seriálu Glee, kterou hraje americká herečka Dianna Agronová. Objevila se již v pilotní epizodě, která byla poprvé odvysílána 19. května 2009.

## Popis
Na začátku je Quinn šestnáctiletá kapitánka roztleskávaček na fiktivní William McKinley High School, která ve třetí epizodě zjistí, že je těhotná, a je později kvůli těhotenství z týmu roztleskávaček vyhozena. Začne lhát svému klukovi Finnovi, že dítě čeká s ním. Ve skutečnosti byl otcem Puck. Rachel Quinn Finna závidí a udělá všechno proto, aby ho získala. Když zjistí, že Puck je otcem, řekne to Finnovi. Finn se proto s Quinn rozejde. Quinn je zoufalá a připadá si úplně sama. V posledním díle první série Quinn porodí zdravou holčičku, kterou společně s Puckem pojmenuje Beth. Beth adoptuje biologická matka Rachel Shelby Corcoran. Po porodu zjistí, že Santana, která je kapitánka rozinek, si chce zvětšit poprsí. Quinn to oznámí Sue a stává se znova kapitánkou. Později se do ní zamiluje pohledný Sam. Sam uvidí, jak se Quinn líbá s Finnem, proto se z ní rozejde. Quinn se opět dává dohromady s Finnem.